# Henry Blanke
Henry Blanke, nato Heinz Blanke (Berlino, 30 dicembre 1901 – Los Angeles, 28 maggio 1981), è stato un produttore cinematografico tedesco.

## Biografia
Henry Blanke nacque a Steglitz, un quartiere di Berlino. Figlio del pittore Wilhelm Blanke, iniziò la sua carriera come assistente di Ernst Lubitsch, con il quale si trasferì a Hollywood per girare alcuni film con la Warner Bros., tra cui Matrimonio in quattro (1924). Blanke rimase ancora per qualche tempo alla Warner Bros., lavorando come assistente alla regia. Successivamente la casa di produzione cinematografica lo riassunse e lo mise a capo delle coproduzioni tedesche. Blanke, alla fine, diventò supervisore di produzione e rimase a lavorare con la casa cinematografica per oltre 25 anni. Tra i film di Hollywood da lui prodotti ci sono Schiavo d'amore (1946), Il tesoro della Sierra Madre (1948) e La fonte meravigliosa (1949).

## Filmografia
- Meine Schwester und ich, regia di Manfred Noa (1929)
- Mein Herz gehört Dir..., regia di Max Reichmann (1930)
- El hombre malo, regia di Robert E. Guzmán e William C. McGann (1930)
- Der Tanz geht weiter, regia di William Dieterle (1930)
- Los que danzan, regia di Alfredo del Diestro e William C. McGann (1930)
- La llama sagrada, regia di William C. McGann e Guillermo Prieto Yeme (1931)
- Moby Dick, il mostro del mare (Dämon des Meeres), regia di Michael Curtiz (1931)
- La dama atrevida, regia di William C. McGann e Guillermo Prieto Yeme (1931)
- Die heilige Flamme, regia di William Dieterle e Berthold Viertel (1931)
- Le bluffeur, regia di Henry Blanke e André Luguet (1932)
- La maschera di cera (Mystery of the Wax Museum), regia di Michael Curtiz (1933)
- The Silk Express, regia di Ray Enright (1933)
- Goodbye Again, regia di Michael Curtiz (1933)
- Bureau of Missing Persons, regia di Roy Del Ruth (1933)
- Convention City, regia di Archie Mayo (1933)
- Easy to Love, regia di William Keighley (1934)
- Le armi di Eva (Fashions of 1934), regia William Dieterle (1934)
- Nebbia a San Francisco (Fog Over Frisco), regia di William Dieterle (1934)
- Dr. Monica, regia di William Keighley (1934)
- I Am a Thief, regia di Robert Florey (1934)
- La sposa nell'ombra (The Secret Bride), regia di William Dieterle (1934)
- The White Cockatoo, regia di Alan Crosland (1935)
- The Girl from 10th Avenue, regia di Alfred E. Green (1935)
- The Case of the Lucky Legs, regia di Archie Mayo (1935)
- Sogno di una notte di mezza estate (A Midsummer Night's Dream), regia Max Reinhardt (1935)
- Verdi pascoli (The Green Pastures), regia di Marc Connelly e William Keighley (1936)
- Avorio nero (Anthony Adverse), regia di Mervyn LeRoy (1936)
- L'uomo ucciso due volte (The Case of the Velvet Claws), William Clemens (1936)
- La luce verde (Green Light), regia di Frank Borzage (1937)
- Call It a Day, regia di Archie Mayo (1937)
- Mountain Justice, regia di Michael Curtiz (1937)
- Emilio Zola (The Life of Emile Zola), regia di William Dieterle (1937)
- Bandiere bianche (White Banners), regia di Edmund Goulding (1938)
- Figlia del vento (Jezebel), regia di William Wyler (1938)
- La leggenda di Robin Hood (The Adventures of Robin Hood), regia di Michael Curtiz (1938)
- Quattro figlie (Four Daughters), regia di Michael Curtiz (1938)
- Il conquistatore del Messico (Juarez), regia di William Dieterle (1939)
- Profughi dell'amore (Daughters Courageous), regia di Michael Curtiz (1939)
- Il grande amore (The Old Maid), regia di Edmund Goulding (1939)
- Non siamo soli (We Are Not Alone), regia di Edmund Goulding (1939)
- Four Wives, regia di Michael Curtiz (1939)
- Saturday's Children, regia di Vincent Sherman (1940)
- Lo sparviero del mare (The Sea Hawk), regia di Michael Curtiz (1940)
- La vita di Giulio Reuter (A Dispatch from Reuters), regia di William Dieterle (1940)
- Four Mothers, regia di William Keighley (1941)
- Honeymoon for Three, regia di Lloyd Bacon (1941)
- Il lupo dei mari (The Sea Wolf), regia di Michael Curtiz (1941)
- La grande menzogna (The Great Lie), regia di Edmund Goulding (1941)
- Fuori dalla nebbia (Out of the Fog), regia di Anatole Litvak (1941)
- Il mistero del falco (The Maltese Falcon), regia di John Huston (1941)
- Blues in the Night, regia di Anatole Litvak (1941)
- Le tre sorelle (The Gay Sisters), regia di Irving Rapper (1942)
- La bandiera sventola ancora (Edge of Darkness), regia di Lewis Milestone (1943)
- Il fiore che non colsi (The Constant Nymph), regia di Edmund Goulding (1943)
- L'amica (Old Acquaintance), regia di Vincent Sherman (1943)
- La maschera di Dimitrios (The Mask of Dimitrios), regia di Jean Negulesco (1944)
- Roughly Speaking, regia di Michael Curtiz (1945)
- Quella di cui si mormora (My Reputation), regia di Curtis Bernhardt (1946)
- Schiavo d'amore (Of Human Bondage), regia di Edmund Goulding (1946)
- Il prezzo dell'inganno (Deception), regia di Irving Rapper (1946)
- Il grido del lupo (Cry Wolf), regia di Peter Godfrey (1947)
- Disperato amore (Deep Valley), regia di Jean Negulesco (1947)
- Non mi sfuggirai (Escape Me Never), regia di Peter Godfrey (1947)
- Il tesoro della Sierra Madre (The Treasure of the Sierra Madre), regia di John Huston (1948)
- L'uomo proibito (Winter Meeting), regia di Bretaigne Windust (1948)
- La castellana bianca (The Woman in White), regia di Peter Godfrey (1948)
- Vorrei sposare (June Bride), regia di Bretaigne Windust (1948)
- Peccato (Beyond the Forest), regia di King Vidor (1949)
- La fonte meravigliosa (The Fountainhead), regia di King Vidor (1949)
- Le foglie d'oro (Bright Leaf), regia di Michael Curtiz (1950)
- L'odio colpisce due volte (Lightning Strikes Twice), regia di King Vidor (1951)
- Goodbye, My Fancy, regia di Vincent Sherman (1951)
- Gli uomini perdonano (Tomorrow Is Another Day), regia di Felix E. Feist (1951)
- Alcool (Come Fill the Cup), regia di Gordon Douglas (1951)
- C'è posto per tutti (Room for One More), regia di Norman Taurog (1952)
- L'altra bandiera (Operation Secret), regia di Lewis Seiler (1952)
- L'amante di ferro (The Iron Mistress), regia di Gordon Douglas (1952)
- Virginia, dieci in amore (She's Back on Broadway), regia di Gordon Douglas (1953)
- Sogno di Bohème (So This Is Love), regia di Gordon Douglas (1953)
- Solo per te ho vissuto (So Big), regia di Robert Wise (1953)
- Il mostro della via Morgue (Phantom of the Rue Morgue), regia di Roy Del Ruth (1954)
- Un pizzico di fortuna (Lucky Me), regia di Jack Donohue (1954)
- Riccardo Cuor di Leone (King Richard and the Crusaders), regia di David Butler (1954)
- Tu sei il mio destino (Young at Heart), regia di Gordon Douglas (1954)
- Una tigre in cielo (The McConnell Story), regia di Gordon Douglas (1955)
- Sogno d'amore (Sincerely Yours), regia di Gordon Douglas (1955)
- Serenata (Serenade), regia di Anthony Mann (1956)
- Furia d'amare (Too Much, Too Soon), regia di Art Napoleon (1958)
- L'oro della California (Westbound), regia di Budd Boetticher (1959)
- La storia di una monaca (The Nun's Story), regia di Fred Zinnemann (1959)
- Vento di tempesta (The Miracle), regia di Irving Rapper (1959)
- Lo zar dell'Alaska (Ice Palace), regia di Vincent Sherman (1960)
- Cash McCall, regia di Joseph Pevney (1960)
- Desiderio nel sole (The Sins of Rachel Cade), regia di Gordon Douglas (1961)
- L'inferno è per gli eroi (Hell Is for Heroes), regia di Don Siegel (1962)

## Riconoscimenti
- Premio Oscar
  - 1960 – Candidatura al miglior film per La storia di una monaca